# Dählhölzli (Berner Quartier)

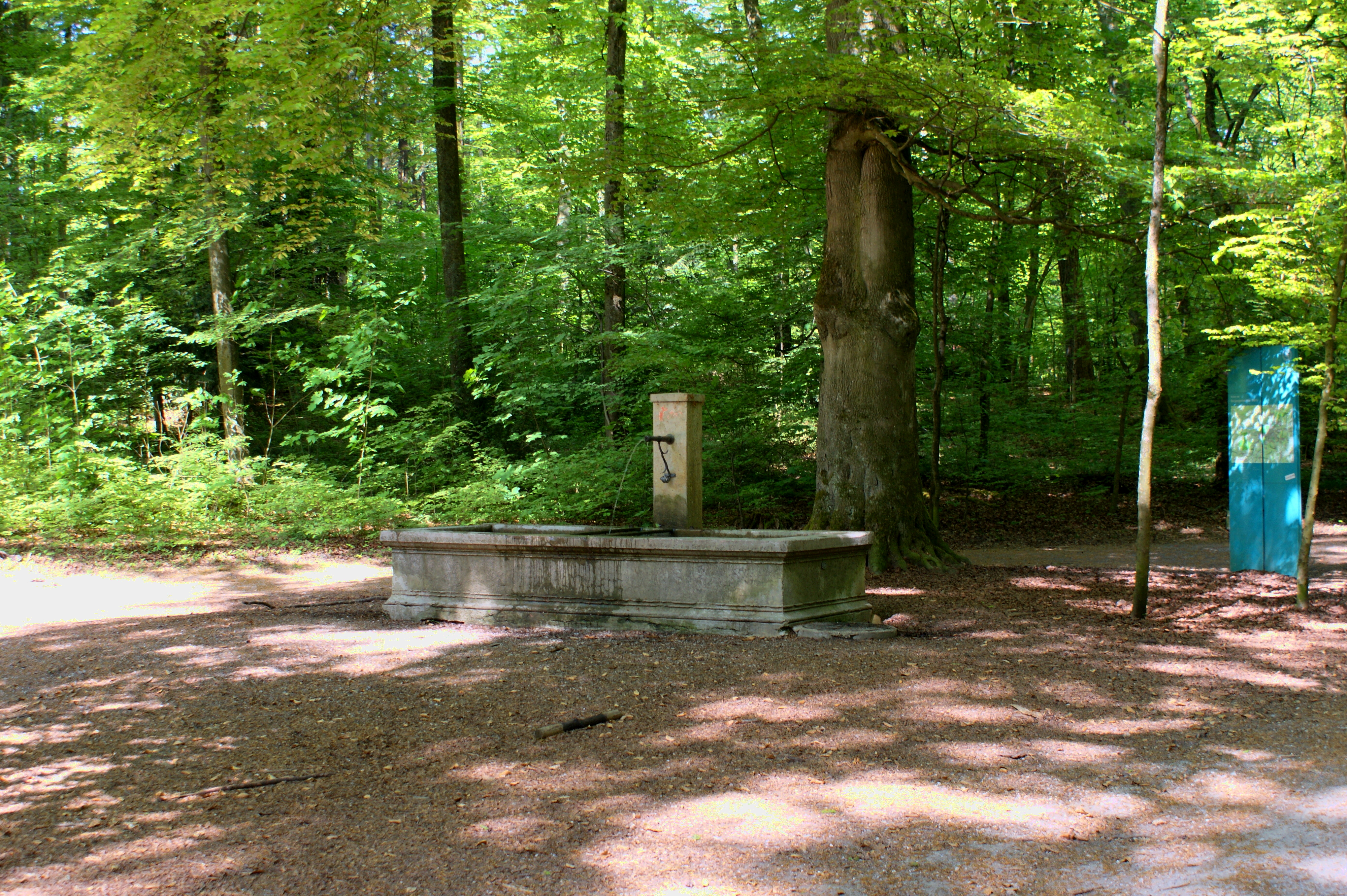
Brunnen im Dälhölzliwald

Das Dählhölzli ist eine Waldung, die zu den Quartieren der Stadt Bern gezählt wird. Es gehört zu den 2011 bernweit festgelegten 114 gebräuchlichen Quartieren und liegt im Stadtteil IV Kirchenfeld-Schosshalde, dort im statistischen Bezirk Kirchenfeld. Die Südgrenze bildet das Aareufer.
Im Jahr 2022 waren keine Einwohner im Quartier gemeldet.
Im Südwesten liegt der Berner Tierpark, der sich Tierpark Dählhölzli nennt. Den südwestlichen Zipfel bildet die sogenannte Ka-We-De (Kunsteisbahn und Wellenbad Dählhölzli), an welches sich Tennisplätze des Tennisclubs Dählhölzli anschliessen. Im Dählhölzliwald wurde ein Seilpark mit sieben Parcours und Höhen bis zu 23 Metern eingerichtet.
Der Dählhölzliwald sei durch seine Altersstruktur vom Klimawandel stark betroffen. Die notwendigen Forstarbeiten werden nicht von allen akzeptiert. Die Sicherheit des Spaziergängers müsse aber oberste Priorität haben, wendet die Burgergemeinde Bern ein.